# Данидин-саунд
Данидин-саунд (англ. Dunedin sound — звук Данидина) — подстиль в инди-попе, сформировавшийся в начале 1980-х в районе университетского города Данидина на юге Новой Зеландии.

## Характеристика
Наметившийся как самостоятельное направление в конце 1970-x, «данидинский саунд» развивался в том же русле, что и классический инди-поп, получивший к началу 1980-x широкое распространение на андеграундной сцене Европы (в частности, Великобритании) и США, и имеет с ним много общего. Для него характерны «звенящее» дженгл-поповое гитарное звучание, минималистичные басовые партии, «свободная», импровизационная игра на барабанах; часто задействовались и клавишные. Лоу-файное звучание (зачастую вынужденное — из-за отсутствия хорошей звукозаписывающей техники и соответствующих условий для записи) также стало одним из отличительных условий как инди-попа вообще, так и данидинского инди-попа в частности.

## История
Как и в Великобритании, толчком к зарождению данидинского инди-попа стал расцвет панк-рока и «новой волны». В Данидине, оказавшемся в стороне от оклендской сцены, ставшей в конце 1970-x центром новозеландского панк-движения, образовалась своя самобытная панк-сцена, представители которой (The Same, The Chills) находились под сильным влиянием The Velvet Underground, The Stooges и таких психоделических групп 1960-x, как The Beatles и The Byrds. Это звучание и легло в основу «данидинского саунда». Впервые термин «Dunedin sound» был употреблен в связи с выходом сборника «Dunedin Double EP», выпущенного лейблом Flying Nun Records; сборник состоял из двух двенадцатидюймовых виниловых пластинок с записями групп The Chills, Sneaky Feelings, The Stones и The Verlaines (на каждую из групп пришлось по одной стороне виниловой пластинки, всего на сборник вошло 13 композиций). Впоследствии именно на Flying Nun записывалось большинство известных данидинских инди-групп. Параллельно с данидинским инди-попом развивались такие близкие к нему направления, как андеграунд Пейсли (Paisley Underground) в Калифорнии и дженгл-поп в Великобритании; популярность этих движений привлекла внимание европейских и американских слушателей к родственной им инди-сцене Данидина, некоторые из представителей которой впоследствии пользовались относительным успехом на зарубежных колледж-радиостанциях. Пик популярности данидинского инди пришёлся на середину 1980-x годов, после чего движение постепенно сошло на нет (хотя отдельные записи в этом стиле продолжают выпускаться и по сей день). Одной из самых известных групп, на которые повлиял данидинский инди-поп, стали калифорнийцы Pavement. Кавер-версии песен данидинских инди-групп записывались такими исполнителями, как Superchunk, Cat Power, Elf Power. По мнению обозревателя журнала Uncut, Данидин как инди-столица может стать в один ряд с Глазго (Josef K, Orange Juice, The Pastels, Teenage Fanclub, Primal Scream, The Jesus and Mary Chain) и Олимпией, штат Вашингтон (Beat Happening и другие группы лейбла K Records; см. статью Музыкальная сцена Олимпии).